# بيل باترسون (ممثل)
بيل باترسون (بالإنجليزية: Bill Paterson)‏ هو ممثل اسكتلندي معروف بأدواه في Law & Order: UK و Outlander.

## روابط خارجية
- الموقع الرسمي
- بيل باترسون على موقع IMDb (الإنجليزية)
- بيل باترسون على موقع ألو سيني (الفرنسية)
- بيل باترسون على موقع ميوزك برينز (الإنجليزية)
- بيل باترسون على موقع ميوزك برينز (الإنجليزية)
- بيل باترسون على موقع أول موفي (الإنجليزية)
- بيل باترسون على موقع قاعدة بيانات الأفلام السويدية (السويدية)
- بيل باترسون على موقع ديسكوغز (الإنجليزية)
- بيل باترسون على موقع قاعدة بيانات الفيلم (الإنجليزية)
- بيل باترسون على موقع كينوبويسك (الروسية)